# 기예르모 시에라 아레돈도
기예르모 시에라 아레돈도(스페인어: Guillermo Sierra Arredondo)는 스페인의 의사이다.
1970년에 바야돌리드 대학교 의과대학 외과학을 졸업했으며 마드리드 산카를로스 임상병원에서 정형외과·외상학 상주 의사로 근무했다. 스페인 국립통신대학교, 국립보건학교 응용경제학회에서 임상관리 및 의료경영 석사 학위를 받았고 그라나다 비르헨 데 라스 니에베스 병원과 살라망카 임상병원에서 부속 의사로 근무했다.
1990년부터 마드리드에서 정형외과와 외상학 부교수로 근무했으며 1989년부터 2001년까지 스페인 의학협회 부위원장을 역임했다. 2001년부터 2005년까지 스페인 의학협회 위원장을 역임했다.